# Свята Евлалія (картина)
«Свята Евлалія» (англ. Saint Eulalia) — картина британського художника Джона Вільяма Вотергауса, написана в 1885 році. Зображує мученицьку смерть християнської святої Евлалії Мерідської. Картина знаходиться в Британській галереї Тейт у Лондоні.

## Опис
Картина характеризується несподіваною композицією і є однією з найбільш незвичних і яскравих картин Джона Вільяма Вотергауса. Тіло святої сильно зменшено в ракурсі. Сніг контрастує з оголеною фігурою Евлалії, так що 12-річна дівчинка здається абсолютно недоречною на картині. Вибір художником такої композиції — розміщення тіла на передньому плані і практично порожній центральній частині полотна — був ризикованим, але він спрацював. Помістивши всі інші фігури на задній план, художник зосередив погляд глядача на оголене тіло святої.
Зображення оголеного тіла було новаторством для раннього Вотергауса, його могли розкритикувати, але чуйне ставлення митця до фігури, молодість святої та історичний контекст картини дозволили уникнути цього. Погляд глядача направлений на вбиту списом римського стража дівчину, вказує на мотузки, якими святу прив'язували до стовпа розп'яття.
За легендою про святу Евлалію, сніг був посланий Богом, як саван, щоб покрити наготу святої, а голуб, що летить вгору над натовпом скорботних, вказує на те, що душа Евлалії піднеслася на небеса, вилетівши з її прочинених вуст.